# Kankan (ciudad)
Kankan es una localidad de la prefectura de Kankan en la región de Kankan, Guinea, con una población censada en marzo de 2014 de 194 671 habitantes. Se encuentra ubicada en el centro-este del país, al noreste de la capital nacional, Conakri.

## Historia
La ciudad fue fundada por Soninke comerciantes en el siglo XVIII y se convirtió en capital del Imperio de Baté y en un importante centro comercial, particularmente con respecto a productos agrícolas. La ciudad se desarrolló con la construcción del Ferrocarril Conakry en Kankan en 1904.

## Geografía
La ciudad está localizada sobre el Río Milo, tributario del Río Níger.